# Kallete järv
Kallete järv är en sjö i Estland.   Den ligger i landskapet Valgamaa, i den södra delen av landet, 210 km sydost om huvudstaden Tallinn. Kallete järv ligger 89 meter över havet. I omgivningarna runt Kallete järv växer i huvudsak blandskog.